# 短波放射
短波放射（たんぱほうしゃ、shortwave radiation）とは、可視光線(VIS)、近紫外線(UV)、近赤外線(NIR)の波長の放射エネルギーである。
「近赤外線」の上限の波長の標準的な定義がないため、短波放射の範囲も様々に定義される。波長が0.1 µmから5.0 µmの全ての波長を含むように定義されることもあれば、0.2 µmから3.0 µmの波長のみを含むように定義されることもある。ここでいう「短波」とは、遠赤外線の放射エネルギーである長波放射(longwave radiation)と比較して短い波長という意味で、電波の分類の短波とは無関係である。
0.2 µm以下や3.0 µm以上の地表への放射照度はほとんどないが、光子の放射照度は6.0 µmまでは短波長の放射束に比べて重要である。UV-Cは0.1 µmから0.28 µmまで、UV-Bは0.28 µmから0.315 µmまで、UV-Aは0.315 µmから0.4 µmまで、可視光は0.4 µmから0.7 µmまで、近赤外は0.7 µmから5.0 µmまでで、これを超えると熱赤外線となる（ただし、熱赤外線の定義は、測定方法や目的に応じて、光学機器では測定が困難な1.1 µmという短い波長から、2.0 µm〜4.0 µmの間の波長を指すこともある）。
太陽から地表への短波放射は、太陽高度や雲量の影響を受けやすい。